# 란즈방키
란즈방키 또는 아이슬란드 란즈방키(아이슬란드어: Landsbanki Íslands)는 란즈방킨(아이슬란드어: Landsbankinn, the Landsbank)의 잘 알려진 이름이다. 유럽에서 성장하는 은행 중 하나이며, 총 자본금은 2007년 12월 31일 기준으로 3조 580억 아이슬란드 크로나로, 대략 334억 유로에 상당한다. 시가총액은 383억 아이슬란드 크로나이다. 무디스는 은행의 신용등급을 (A/F1/ B/C /Stable)로 매겨놓고 있다.
1885년에 수립된 이래, 란즈방키는 아이슬란드의 경제 발전과 산업에 크게 공여해 왔다. 은행은 중앙 은행으로서 1927년부터 1961년 아이슬란드 중앙은행이 설립될 때까지 아이슬란드의 통화 정책을 책임져 왔다.

## 같이 보기
- 아이슬란드 중앙은행